# Mauro Miranda
Mauro Miranda Soares (Uberaba, MG, 28 de fevereiro de 1941) é um engenheiro e político brasileiro. Exerceu o cargo de Deputado Federal Constituinte em 1988 e de Senador de Senador do Brasil por Goiás de 1995 a 2003.

## Vida Pessoal
Filho de José Severino Neto e Diva Miranda Soares, se formou em Engenharia Civil pela Escola de Engenharia do Triângulo Mineiro em 1963. Viajou para os Estados Unidos em 1964 para estudar treinamento e observação de pavimentação asfáltica. Em 1965 se tornou chefe de Serviços de Pavimentação e assistente da Diretoria de Estudos e Projetos, do Departamento de Estradas de Rodagem (DER) de Goiás, trabalhando em diferentes cargos, entre os quais o de Diretor da Divisão de Conservação do Órgão, no qual permaneceu de 1968 a 1969. Ele tanto cresceu na profissão que chegou a ocupar o cargo de Diretor-Geral, encerrando suas atividades em 1985.
É irmão de Marcelo Miranda, que governou o Mato Grosso do Sul entre 1977 e 1980 e 1987 e 1991, além de ocupado o cargo de senador entre 1983 e 1987.
Nesse período realizou diversos cursos no exterior se especializando em sistemas de pavimentação e transportes.

## Carreira Política
Assim como seu irmão, Mauro Miranda se afiliou ao Partido do Movimento Democrático Brasileiro (PMDB) e foi eleito Deputado Federal Constituinte em novembro de 1986. Entre suas diferentes atividades parlamentárias, ficou responsável pela subcomissão da Questão Urbana e Transporte. Fez parte da Assembleia Nacional Constituinte como primeiro vice-presidente da Subcomissão dos Municípios e Regiões, da Comissão da Organização do Estado e suplente da Subcomissão da Questão Urbana e Transporte e da Comissão da Ordem Econômica. Em 1987, foi indicado pelo PMDB a fim de representá-lo no XIV Congresso do Partido Comunista da Romênia.
Era simpático às propostas do denominado Centrão, sendo a favor de pautas como mandado de segurança coletivo, turno ininterrupto de seis horas, aviso prévio proporcional, unicidade sindical, soberania popular, voto aos 16 anos, proibição do comércio de sangue e atribuição de um mandato de cinco anos ao então Presidente da República José Sarney, empossado após Tancredo Neves falecer antes do pleito.
Votou contra outras questões, como a pena de morte, o rompimento de relações diplomáticas com países com políticas de discriminação racial, a jornada de 40 horas semanais, a pluralidade sindical, a nacionalização do subsolo, a estatização do sistema financeiro, o presidencialismo, o aborto, a criação de um fundo de apoio à reforma agrária, a legalização do jogo do bicho e a desapropriação da propriedade produtiva.
Passou a participar dos trabalhos legislativos com a promulgação da nova Carta Constitucional em 1988, tornando-se titular das Comissões de Transportes entre 1989 e 1990, ano de sua reeleição.
Foi vice-presidente da Comissão Parlamentar de  Inquérito (CPI) de Fernando Collor, então presidente do Brasil, em 1992. Foi a favor do processo de Impeachment de Collor, que acabou com o título de Presidente da República passado para Itamar Franco, vice de Fernando Collor.
Mauro Miranda deixou a Câmara dos Deputados em 1994, quando foi eleito Senador pelo estado de Goiás. Em 1995 tornou-se vice-líder do primeiro governo de Fernando Henrique Cardoso no Senado.
Como Senador, votou a favor da da emenda da reeleição para presidente da República, governadores e prefeitos, em 1997. Também foi favorável à abolição do monopólio estatal nas telecomunicações, na distribuição do gás canalizado pelos estados e na exploração do petróleo. Ao longo do mandato, Mauro foi titular das comissões de Assuntos Sociais e Serviços de Infra-Estrutura. Permaneceria como senador até 2003, cumprindo seu mandato por inteiro.
Em 2005, recebeu o título de presidente do Departamento de Estradas e Rodagem/Companhia de Pavimentação de Goiânia.